# Širmuko ežeras
Širmuko ežeras este o arie protejată (arie specială de conservare — SAC, sit de importanță comunitară — SCI) din Lituania întinsă pe o suprafață de 5 ha, integral pe uscat.

## Localizare
Centrul sitului Širmuko ežeras este situat la coordonatele 54°36′55″N 24°55′56″E / 54.6153°N 24.9322°E.

## Înființare
Situl Širmuko ežeras a fost declarat sit de importanță comunitară în mai 2005 pentru a proteja 2 specii de animale. Situl a fost protejat și ca arie specială de conservare în martie 2021.

## Biodiversitate
Situată în ecoregiunea boreală, aria protejată nu include niciun habitat protejat.
La baza desemnării sitului se află mai multe specii protejate de  nevertebrate (2): Dytiscus latissimus, Graphoderus bilineatus.
Pe lângă speciile protejate, pe teritoriul sitului au mai fost identificate 1 specie de nevertebrate.